# 多莉·艾莫絲
多莉·艾莫絲（英語：Tori Amos，1963年8月22日—），出生於北卡羅萊納州，是一名美國歌手、鋼琴家和詞曲創作人。曾被8度提名葛萊美獎，並曾經登上VH1的《100大最偉大搖滾樂女歌手》的第71位。
多莉·艾莫絲是1990年代乃至整個女性另類搖滾史上名譽最高的音樂人之一，其標誌的紅髮、鋼琴和神經質而近似呻吟的唱腔已成為樂壇永恆的風景。她獨具個性的音樂角度和思想深度奠定了她的地位，並啟發許多流行搖滾歌手，包括Alanis Morissette、Justin Timberlake和 Olivia Rodrigo。華人歌手王菲、孫燕姿、王菲和王菀之等人都曾翻唱過她的歌曲。
她的歌曲屬於非主流類型，歌詞的題材很廣，包括性、宗教、父系社會制度、女性主義和個人的不幸經歷等。艾莫絲從小便接受古典鋼琴樂訓練、流暢的鋼琴演奏、意識般直接了當的歌詞，使得許多人經常將她與曲風相似的前輩Kate Bush相提並論。
多莉·艾莫絲也是女性主義的長期擁護者，與Bjork、PJ Harvey並稱為樂壇三大女權主義者。

## 經歷

### 早年
本名麥拉·艾蓮·艾莫絲（Myra Ellen Amos），1963年8月22日出生于北卡罗来纳州。在马里兰州牧师家庭长大的艾莫絲，2岁半時开始接触钢琴，幼时的乐器才华，让她5岁時就以奖学金申请进入巴尔的摩的皮博迪音樂學院 （Peabody Institute） 就读，成为该校最年轻的学生。她父母希望她接受正统的古典音乐教育，并发展自己的钢琴才华。
对节奏有奇特感应的她，於小时候就不时获邀为派对弹奏。10岁时，校方因无法忍受艾莫絲颠覆传统的古典钢琴演绎方式而将她开除，她的音乐教师曾这样评价过她：「她是个个性倔强的小女孩，会用自己的一套理论去诠释音乐，这真令人吃惊，从一开始我便知道这个学校想留也留不住她的。」艾莫絲带着困惑与愤怒离开学校，並转而吸取來自齊柏林飛船、披頭四樂團、吉米·亨德里克斯等摇滚乐的恣意能量，决定当个摇滚歌手。
辍学后的艾莫絲在一家钢琴酒吧找到一份工作。两年后跟隨父亲到了乔治敦，13岁的她跟着父亲巡回驻唱，弹一些喬治·蓋希文的作品，同时她也在当地俱乐部中进行表演。父親說：「我曾很为她担心，对一个只有十几岁的小姑娘来说，一個人在外地讨生活可不容易。」就这样从13岁到21岁，艾莫絲在酒吧中弹了8年钢琴。8年以後，她把自己的名字改为Tori Amos，并到洛杉矶追寻自己的理想——成为一个摇滚歌手。
1980年秋天，艾莫絲推出与哥哥合写的一首推崇家乡棒球队Orioles的單曲《Baltimore》，还获得市长赞扬。1984年在洛杉矶的某一夜，艾莫絲经历了人生最可怕的梦魇，搭便车的她竟遭到乐迷的强暴，事后还遭受死亡威胁，一时之间，艾莫絲不愿再想起这可怕的经历，甚至一度停下了音乐脚步。
1987年，艾莫絲与大西洋唱片签约，以自组乐团Y Kant Tori Read的名义發行同名专辑，宣泄重金属摇滚火力。但专辑推出後没有受到好评。對此她說：「他们可以嘲笑我，但我不会放弃。总有一天我会证实自己音乐的价值。」

### 走紅
在1990年初，唱片公司感覺出艾莫絲即將走紅，便派Davitt Sigerson去「幫幫」艾莫絲創作，當他來到艾莫絲家聽完她寫的歌後，說了一句「你不需要我的幫助」就走了。艾莫絲將歌給公司聽了一遍，他們說艾莫絲可能會在倫敦找到機會。於是她去了那邊的俱樂部演唱，果真在英國她的歌迷日漸增多，因為她是一個真實的歌手。艾莫絲花了大量時間在英國，認識關於這個國家的許多知識，尤其她是個歷史愛好者，從這個國家的歷史和文學里得到了許多啓示。
在英國的俱樂部駐唱生涯為艾莫絲博得不少樂迷與樂評的掌聲，之後她改以鋼琴創作為主軸，但仍然保持了搖滾元素。1991年推出EP《Me And A Gun》，同名單曲《Me And A Gun》是在看完與自身強暴夢魘相關議題的電影《末路狂花》（Thelma & Louise）以後，以歌曲勇敢面對自己的強暴傷痕。它細緻地描寫了女性對於暴力犯罪的厭惡與仇恨，歌詞與旋律都頗為感人。此曲一推出便贏得了眾多女歌迷的心。
1991年冬季的處女大碟《小地震》（Little Earthquake）進佔英國金榜第14名。單曲《Silent All These Years》獲得MTV音樂錄像帶大獎最佳女歌手、新進、創意與攝影4項提名，艾莫絲的歌聲與琴聲串聯的真實表白情緒；她也透過《China》等作品創造出相當悅耳的情感共鳴，展現出忠於自我情緒的驚人創作力量。這張專輯全球200萬張的銷售量，讓她初嘗成名的喜悅。
1994年英國金榜冠軍專輯《紅粉心事》（Under The Pink）的《Cornflake Girl》和《Pretty Good Year》兩首Top 10單曲更奠立情緒女聲的翹楚地位，使艾莫絲在世界範圍獲得成功。在這張以存在於女性之間的暴力為探討重點的專輯中，兩性的情感互動、性厭惡、性開放與宗教社會的瓦解皆有觸及。《God》還提出上帝需要有個女人來照料他的大膽觀點；《Cornflake Girl》講述了女人互相撕碎對方的手段；《The Waitress》是對青少年犯罪動機的探討。艾莫絲說專輯名字《Under The Pink》的意思就是「我們都一樣」。據說這張專輯推出後，艾莫絲每天都會收到大量的來信，來信者多是些被凌辱或強暴過的年輕女性。她們把艾莫絲作為一個可以信賴的朋友和親切的姐姐，向她訴說煩惱。這張專輯使她首度入圍葛萊美獎最佳另類演唱獎。

### 巔峰
与前两张专辑的制作人男友Eric Rosse的分手後，艾莫絲首度独挑制作大梁的專輯《火山女神的男孩》（Boys For Pele）於1996年發表。這是她从一个神话故事中得到的启发，意思是献给女神Pele的男孩們，在这里Pele是指夏威夷毁灭与创造女神，而那些男孩则是被扔进火山献给女神的祭品。艾莫絲表示這張專輯的14首歌分别代表了埃及地狱判官身体的14个组成部分，专辑中的男性绝大部分是叛徒、奸人、议员及郡主。《Blood Roses》结束时的铃声仿佛预示世界末日的来临，《Little Amsterdam》中的电子噪音效果、《Way Down》结尾处的和声处理、《Mr Zebra》中铜管乐器的应用都是点睛之笔，此外"Horses"中艾莫絲哀怨的呢喃配上时隐时现、跌宕起伏的钢琴声使人宛如置身于一场深秋的葬礼之中。《Boys For Pele》包括一些变形的布鲁斯音乐及奇异的噪音，相对加深了混杂的效果，也平衡了她残缺不全的仙女传说。专辑中一张艾莫絲与一隻乳猪的哺乳照片，引起不少争议话题。發行後直闯英、美流行专辑榜亚军，其中歌曲《Professional Widow》经由Armand Van Helden混音改造后於隔年跃登英国榜冠军。此专辑再获葛莱美奖最佳另类演唱提名。

1998年春季推出的《吟唱殿堂》（From The Choirgirl Hotel）可以听见艾莫絲紧紧抓住流产前拥有生命体的珍贵体认，阐释着孕育与拥抱生命的意义，堪称她个人感觉最投入的唱作，原有的钢琴与自我情绪有了更多来自摇滚乐的共鸣，专辑首周打进全美流行专辑榜第5名。
「在我流产后不久，这些歌就自然而然地出现了。很奇怪吧？你的爱不会因离去而消失，在你怀孕时你将不是从前的自己。最后，你并未成为一个母亲，但你依然感觉到那股力量。我尽力找到一个与之保持联系的办法。在寻找的过程里，就象濒死前的散步，那些歌自然就出现于脑海里。对我而言发生的唯一一件事就是我发现了女人内心独有的情感，你创造了一个你能抵及的地方，即便你不能创造一个生命，但你会找到一股生命的力量，如果是音乐，那就用音乐来表述它。我开始寻找个人内心深处的情感，并竭力到达它。我为之感到遗憾，与之跳舞。我们一起演唱。这张专辑真正成为一个鲜活的生命。」
因此这张专辑听起来有些过火、愤怒、痛苦甚至恶毒。但这也真实地反映了这个耀眼的红发女人丰富的内心世界，而那头发更像是她的保护色。在《From The Choirgirl Hotel》发表后的巡回演唱中，艾莫絲首度将电子乐器带进演唱会。隔年荣获葛莱美奖最佳摇滚女歌手与最佳另类演唱双项提名。
1999年发行双CD专辑《到金星一游》（To Venus And Back），内容是将《From The Choirgirl Hotel》时期的演唱实况与新创作汇整，电子乐器与弦乐的运用让情绪音色有了不同的情境空间，专辑跃登全美Top 12，並再获葛莱美奖最佳另类演唱提名。

### 多面发展
2001年发行专辑《怪怪小女生》（Strange Little Girls），艾莫絲藉由翻唱男性歌手乐团的唱作，透过角色扮演执行穿透男性观点的颠覆概念专辑，颇有要男性为其创作的情感负责的严厉态度。被她改编作品的艺人包括大名鼎鼎的摇滚乐团Beatles、The Velet Underground、Depeche Mode、民谣巨匠Neil Young、传奇歌手Tom Waits及饶舌痞子Eminem等。
2005年发行專輯《养蜂人家》（The Beekeeper），艾莫絲再次给乐迷们带来惊喜，在时而温柔悠闲，时而清冽忧伤，时而狂放不羁，时而沙哑沧桑的演唱让很多喜欢另类音乐的聽眾为之着迷。这张專輯颇有点田园色彩，封面也做得相当精美，与专辑《Beekeeper》的名字相得益彰。其中主打歌《Sleeps With Butterflies》受到了众多欧洲歌迷的热烈追捧。
2007年的《美利堅玩偶兵團》（American Doll Posse）是艾莫絲最重的一张专辑。作为欧美乐坛屈指可数的钢琴摇滚女魔头，艾莫絲这一次为了突出摇滚乐的本色一面，甚至裁减掉了许多钢琴的配额，而是换上了Hard-Rock會有的標配。如在《Big Wheel》《里串连起Root-Blues如何演变成Hard-Rock的沧桑历史。运用《Bouncing Off Clouds》里沉重的鼓击，将自己的声线变出几缕小紅莓主唱式的轻飘。
在2009年專輯《罪愛誘惑》（Abnormally Attracted to Sin）中，艾莫絲的女权標誌更加清晰。她不仅在專輯探讨了关于女人的话题，还包括对许多社会議題独到的见解。她所擅长的另类钢琴摇滚经过时间的沉淀而显得异常优雅，也许是有了家庭和孩子的原因，她少了一些从前的桀骜不驯，逐渐变得更加内省和宁静。

### 融合古典
艾莫絲離開史詩唱片後，開始嘗試流行音樂和古典樂的合作。2009年末她发行了第一张圣诞专辑《隆冬美聲》（Midwinter Graces），温暖与神圣参半。在爵士风的《Pink And Glitter》中，艾莫絲使用沙哑的嗓音唱出了独属老爵士的风情，不過這不会出乎歌迷的意外，因为早在《蒙娜丽莎的微笑》电影原声帶中，她就已經展示了爵士韵味。
2011年9月，艾莫絲透過唱片公司德意志留聲機發行了她的第一張古典風格音樂專輯《夜間獵人》（Night of Hunters），專輯中收錄了向巴赫、肖邦、德布西、格拉納多斯、薩蒂和舒伯特等作曲家致敬的主題變奏曲。2012年10月，為了紀念她的首張專輯《小地震》（Little Earthquakes）發行 20 週年，艾莫絲發行了她與大都會管弦樂團（ Metropole Orchestra ）製作的專輯《金塵》（Gold Dust），從新灌錄歷年多首精選金曲。
她的第14張錄音室專輯《不悔的潔蘿丁》（Unrepentant Geraldines）於2014年5月13日發行。首支單曲《Trouble's Lament》於同年3月28日推出。為了推廣這張專輯，艾莫絲展開了名為「Unrepentant Geraldines Tour」的巡演，巡演於2014年5月5日從愛爾蘭科克（Cork）開始，途經歐洲、非洲、北美和澳大利亞，並於2014年11月21日在布里斯班結束。根據新聞稿，這張專輯被描述為「回歸她作為當代美妙歌曲創作者的核心身份，這是在過去四年來，受一系列受古典音樂和創新音樂啟發後的作品。」

### 近年發展
2017年9月8日，艾莫絲發行專輯《原鄉侵入者》（Native Invader），並展開了全球巡演。這張專輯由艾莫絲親自製作，探討了美國政治和環境議題，同時融入了神話元素以及第一人稱敘事風格。這張專輯在評論匯總網站Metacritic上獲得了76分（滿分100）的評價，基於17條評論，顯示出「普遍好評」的評價。
2021年10月20日，她發行了第十六張錄音室專輯《從海到洋》（Ocean to Ocean）。該專輯是在新冠肺炎疫情封鎖期間於英國康沃爾（Cornwall）創作並錄製，探討了「從跌入谷底到重新振作的故事」。為了宣傳這張專輯，她於2022年展開了為期兩年的歐洲和美國巡演，並與貝斯手喬恩·埃文斯（Jon Evans）和鼓手阿什·索恩（Ash Soan）共同演出。2024年11月1日，她宣布於2024年12月6日發行現場專輯《Diving Deep Live》。該專輯收錄她於2022至2023年巡演時收錄的現場表演，並以雙黑膠和CD形式發行。
2024年，艾莫絲在康沃爾家裏的錄音室，接受了音樂製作人Rick Beato的訪問，深入探討了她的創作過程外，也分享了她標誌性歌曲背後的故事，並回顧了她作為音樂人的旅程。她討論了她音樂背後的靈感、在行業中所面臨的挑戰，以及她多年來作為藝術家的演變。這次對話為觀眾提供艾莫絲藝術世界的親密視角，讓粉絲更深入地了解她的作品。

## 個人生活
1998年3月，艾莫絲与英籍录音师Mark Hawley结婚。2000年9月5日，艾莫絲的女兒Natashya Lórien Hawley出生。他們在英國康沃爾海邊小鎮Bude居住。
年輕時曾受性侵犯的艾莫絲，在1994年協助成立「强暴、虐待、乱伦的国际机构」（Rape Abuse And Incest National Network，简称RAINN），並出任機構首任代言人，为性罪行受害人提供救助。
在職業生涯早期，艾莫絲已經與作家尼爾蓋曼成為朋友，更在艾莫絲歌曲《淚流滿面》（Tear in Your Hand）推出後，成為了她的粉絲。蓋曼的作品《睡魔》（The Sandman）便是啟發於艾莫絲。2019 年，艾莫絲在蓋曼的電視劇《好兆頭》（Good Omens）第一季的片尾，演唱了《伯克利廣場的夜鶯歌唱》（A Nightingale Sang in Berkeley Square）。該劇改編自蓋曼和特里普拉切特（Terry Pratchett）共同編寫的同名小說。2024年，蓋曼被多名女性指控性侵，艾莫絲表示得知後非常痛心。
艾莫絲在她的音樂和視覺藝術中，經常提及美國原住民的文化、歷史和精神，並與該文化建立個人聯繫。她曾說過，她母親祖先是切羅基人（Cherokee）後裔。

## 著作
艾莫絲與Rolling Stone記者安鮑爾斯合著的自傳《一點一滴》（Piece by Piece），在2005年與專輯《養蜂人家》（The Beekeeper）同步發行。這本書的主題是神話和宗教，並探索了她的歌曲創作過程、成名歷程以及她與大西洋唱片公司的關係。
2020 年 5 月 ，艾莫絲發布了她的第二本回憶錄，名為《抵抗：一個詞曲作者的希望、改變和勇氣的故事》（Resistance: A Songwriter's Story of Hope, Change, and Courage）。
另外，她在2024年作出新嘗試，撰寫兒童讀物《托莉與繆斯》（ Tori and the Muses），並由Demelsa Haughton負責插畫。

## 音樂作品

### 錄音室專輯
- 1992：小地震（Little Earthquakes）
- 1994：紅粉心事（Under the Pink）
- 1996：火山女神的男孩（Boys for Pele）
- 1998：吟唱殿堂（From the Choirgirl Hotel）
- 1999：到金星一遊（To Venus and Back）
- 2001：怪怪小女生（Strange Little Girls）
- 2002：心靈旅程（Scarlet's Walk）
- 2005：養蜂人家（The Beekeeper）
- 2007：美利堅玩偶兵團（American Doll Posse）
- 2009：罪愛誘惑（Abnormally Attracted to Sin）
- 2009：隆冬美聲（Midwinter Graces）
- 2011：夜間獵人（Night of Hunters）
- 2014：金塵（Gold Dust）
- 2014：不悔的潔蘿丁（Unrepentant Geraldines）
- 2017：原鄉侵入者（Native Invader）
- 2021：從海到洋（Ocean to Ocean）
- 2025:（The Music of Tori and the Muses）

## 外部連結
- 官方网站
- . AllMusic.   [2020-09-16]. （原始内容存档于2016-07-24）.
- 多莉·艾莫絲的Discogs页面 （英文）